# Veniero Colasanti
Veniero Colasanti (Roma, 21 luglio 1910 – 3 giugno 1996) è stato uno scenografo e costumista italiano.

## Biografia
Inizia la sua attività di scenografo e costumista alla fine degli anni trenta, proseguendo il lavoro sino agli anni ottanta, operando anche negli studi televisivi della Rai (ad esempio nel 1959 in occasione della trasmissione Il Mattatore).
Nel 1962 ottenne la candidatura all'Oscar alla migliore scenografia, insieme a John Moore, per il film El Cid.
Nel 1964 curò i costumi per lo sceneggiato televisivo Vita di Michelangelo, diretto da Silverio Blasi, e nel 1973 quelli per Napoleone a Sant'Elena, di Vittorio Cottafavi.

## Filmografia

### Cinema
- Caravaggio, il pittore maledetto, regia di Goffredo Alessandrini (1941), costumi
- Luna di miele, regia di Giacomo Gentilomo (1941), costumi
- Finalmente soli, regia di Giacomo Gentilomo (1942), scenografia
- Buongiorno, Madrid!, regia di Gian Maria Cominetti, Max Neufeld (1942), scenografia
- Pazzo d'amore, regia di Giacomo Gentilomo (1942)
- La signorina, regia di László Kish (1942)
- Un garibaldino al convento, regia di Vittorio De Sica (1942), scenografia
- Gian Burrasca, regia di Sergio Tofano (1943), costumi e arredamento
- Malia, regia di Giuseppe Amato (1946), scenografia
- Teheran, regia di William Freshman (1946), scenografia
- Prima comunione, regia di Alessandro Blasetti (1950), costumi e scenografia
- Altri tempi, regia di Alessandro Blasetti (1952), costumi
- La muta di Portici, regia di Giorgio Ansoldi (1952), scenografia
- Gli uomini non guardano il cielo, regia di Umberto Scarpelli (1952)
- Tripoli, bel suol d'amore, regia di Ferruccio Cerio (1952), costumi
- Attila, regia di Pietro Francisci (1954), costumi
- Graziella, regia di Giorgio Bianchi (1954), costumi e scenografia
- Tempi nostri, regia di Alessandro Blasetti (1954), costumi
- Adriana Lecouvreur, regia di Guido Salvini (1955), scenografia
- La donna più bella del mondo, regia di Robert Z. Leonard (1955), costumi e scenografia
- L'ombra, regia di Giorgio Bianchi (1955), scenografia
- Trapezio, regia di Carol Reed (1956), costumi
- Addio alle armi, regia di Charles Vidor (1957), costumi e arredamento
- Amore e chiacchiere, regia di Alessandro Blasetti (1957), costumi e scenografia
- Anna di Brooklyn, regia di Vittorio De Sica e Carlo Lastricati (1958), costumi
- Cartagine in fiamme, regia di Carmine Gallone (1959), costumi
- El Cid, regia di Anthony Mann (1961), scenografia, arredamento e costumi
- La bellezza d'Ippolita, regia di Giancarlo Zagni (1962), costumi
- 55 giorni a Pechino, regia di Nicholas Ray (1963), scenografia, arredamento e costumi
- La caduta dell'Impero romano, regia di Anthony Mann (1964), scenografia, arredamento e costumi
- Le bambole, regia di Dino Risi, Luigi Comencini, Franco Rossi, Mauro Bolognini (1965), costumi
- L'avventuriero, regia di Terence Young (1967), costumi
- Satyricon, regia di Gian Luigi Polidoro (1968), costumi
- Nina, regia di Vincente Minnelli (1976), scenografia e costumi

### Televisione
- I masnadieri, regia di Anton Giulio Majano (1959), scenografia
- Vita di Michelangelo, regia di Silverio Blasi (1964)
- Vita di Dante, regia di Vittorio Cottafavi, sceneggiato televisivo (1965)
- Le mie prigioni - sceneggiato televisivo (1968), costumi
- Napoleone a Sant'Elena, regia di Vittorio Cottafavi (1973)